# 반파쿠키넨코엔역 (오사카부)
반파쿠키넨코엔역, 또는 만박기념공원역(일본어: 万博記念公園駅, ばんぱくきねんこうえんえき)은 일본 오사카부 스이타시에 있는 오사카 모노레일의 역이다. 역 번호는 17이다. 제1회 긴키의 역 백선에 선정되었고, 2015년에 태양의역이라는 애칭이 붙었다.

## 역 구조
섬식 승강장 2면 3선의 고가역, 중앙의 선로를 끼고 좌우 양쪽에 승강장이 설치되어 있다.
플랫폼이 경사면에 있어서 교상역이 되었으며 지평부(특히, 오사카 중앙 순환 선상)에서 개찰구 층까지는 상당한 높이가 있다. 오사카 고속 철도의 전체 노선에서 궤도보다 위에 개찰구가 있는 역은 사이토니시 역 뿐이다. 2007년에는 엘리베이터가 설치되었다.

#### 승강장
| 1 | ■ 오사카 모노레일 본선 | 미나미이바라키・다이니치・가도마시 방면 |
| 2 | ■ 오사카 모노레일 본선 | 가도마시 방면 (본역 시발)               |
| 2 | ■ 사이토 선            | 한다이뵤인마에・사이토니시 방면         |
| 3 | ■ 사이토 선            | 한다이뵤인마에・사이토니시 방면         |
| 4 | ■ 오사카 모노레일 본선 | 야마다・센리추오・오사카 공항 방면      |

- 외측 2선(1,4번 플랫폼)은 주로 오사카 모노레일 본선이 사용하고 양측에 낀 중앙의 1개 선을 사이토 선이 사용한다.
- 사이토 선에서 본선의 센리추오 방면으로 직결하는 열차는 4번 홈을 사용한다. 한편 센리추오 방면에서 사이토 선으로 직결하는 열차는 선 내 회차가 필요해 2,3번 홈에서 출발한다.

## 이용 현황
2014년도의 하루 평균 승하차 인원은 7,097명이다.
각 연도의 하루 평균 승차·하차 인원 수는 아래 표에 있다.
| 연도   | 1일평균 하차인원 | 1일평균 승차인원 | 출처   |
| ------ | ---------------- | ---------------- | ------ |
| 1995년 | 9,209            | 4,691            | [ 1 ]  |
| 1996년 | 9,660            | 4,865            | [ 2 ]  |
| 1997년 | 9,509            | 4,795            | [ 3 ]  |
| 1998년 | 8,631            | 4,272            | [ 4 ]  |
| 1999년 | 8,113            | 4,061            | [ 5 ]  |
| 2000년 | 8,674            | 4,420            | [ 6 ]  |
| 2001년 | 7,953            | 4,000            | [ 7 ]  |
| 2002년 | 7,324            | 3,670            | [ 8 ]  |
| 2003년 | 7,303            | 3,700            | [ 9 ]  |
| 2004년 | 7,295            | 3,729            | [ 10 ] |
| 2005년 | 7,514            | 3,874            | [ 11 ] |
| 2006년 | 7,726            | 4,003            | [ 12 ] |
| 2007년 | 7,260            | 3,400            | [ 13 ] |
| 2008년 | 6,799            | 3,163            | [ 14 ] |
| 2009년 | 6,688            | 3,120            | [ 15 ] |
| 2010년 | 6,897            | 3,276            | [ 16 ] |
| 2011년 | 6,769            | 3,235            | [ 17 ] |
| 2012년 | 6,971            | 3,314            | [ 18 ] |
| 2013년 | 6,689            | 3,411            | [ 19 ] |
| 2014년 | 7,097            | 3,651            | [ 20 ] |

## 역 주변
- 반파쿠 기념공원
  - 태양의 탑
  - 자연 문화원
  - 니혼 정원
  - 국립 민족학 박물관
  - 오사카 니혼 민예관
  - 만박 기념 기구 빌딩
  - EXPOCITY
  - 오사카 모노레일 차량 기지
  - 반파쿠 기념 경기장
  - 반파쿠 기념공원 야구장
  - 엑스포 플래시 필드
  - 시립 스이타 축구장
- 호텔 한큐 엑스포 파크
- ABC하우징 센리 주택공원
- 오사카 부립 야마다 고등학교
- 스이타 시립 야마다히가시 중학교
- 메이신 고속 도로·긴키 자동차도로 스이타 분기점

## 역사
- 1990년 6월 1일: 오사카 모노레일 선 센리추오 ~ 미나미이바라키 역간 개통에 따라 영업 개시.
- 1998년 10월 1일: 국제문화공원도시선 당역 ~ 오사카 대학교 병원 앞역 간 영업 개시, 환승역이 됨.

## 사진

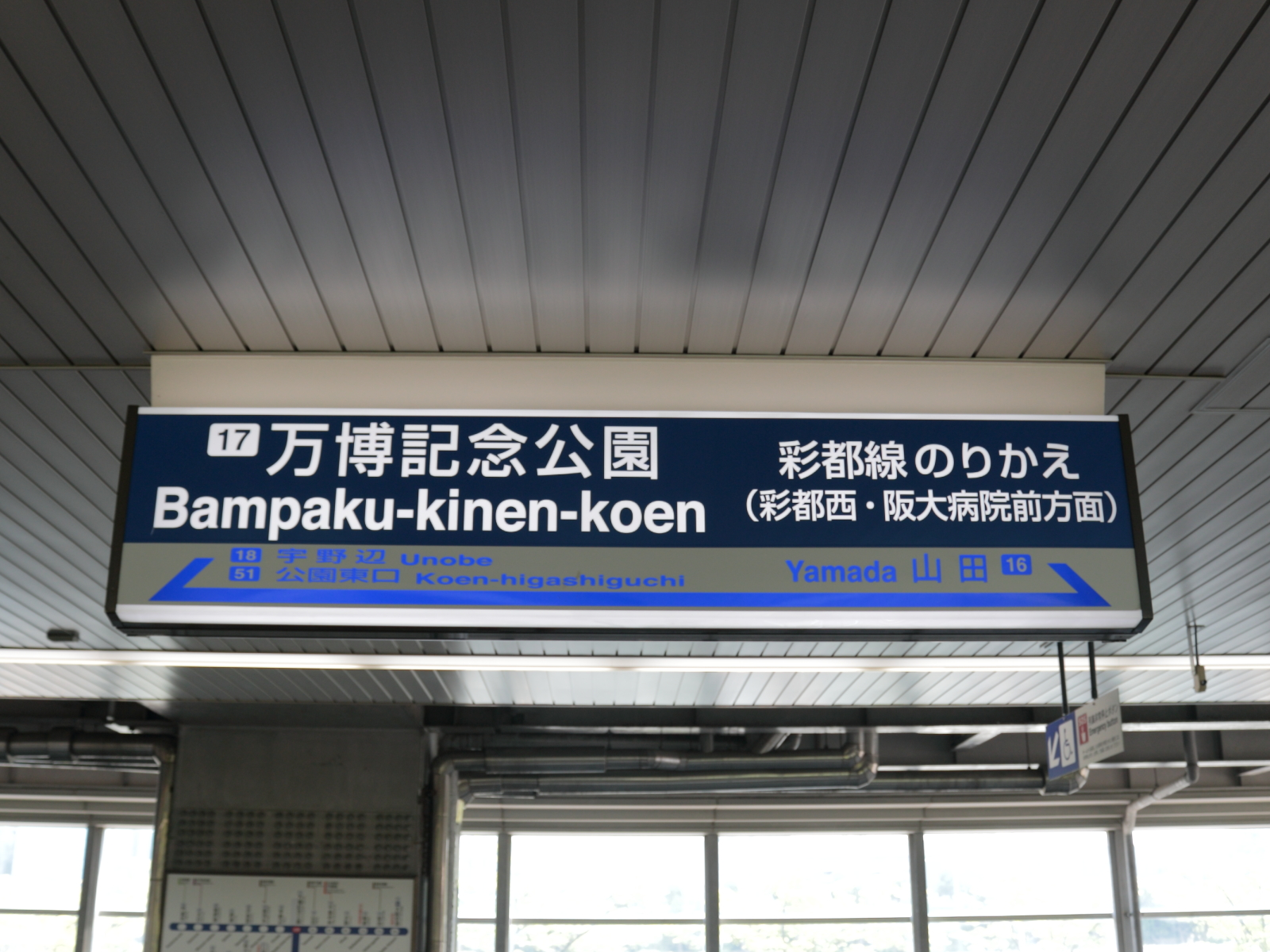
역명판

## 인접역
| 오사카 고속철도 ■ 오사카 모노레일 본선 | 오사카 고속철도 ■ 오사카 모노레일 본선 | 오사카 고속철도 ■ 오사카 모노레일 본선 |
| -------------------------------------- | -------------------------------------- | -------------------------------------- |
| 16 야마다 오사카 공항 방면             |                                        | 우노베 18 가도마시 방면                |
| 오사카 고속철도 ■ 사이토 선            |                                        |                                        |
| 시·종착역                              |                                        | 코엔히가시구치 51 사이토니시 방면      |